# Phytomyza ptarmicae
Phytomyza ptarmicae este o specie de muște din genul Phytomyza, familia Agromyzidae, descrisă de Erich Martin Hering în anul 1937.
Este endemică în Polonia. Conform Catalogue of Life specia Phytomyza ptarmicae nu are subspecii cunoscute.